# Bruno Seidlhofer
Bruno Seidlhofer, född 1905 och död 1982, var österrikisk pianist och i över fyrtio år legendarisk pianopedagog vid Wiener Musikakademie. Bland Seidlhofers betydande elever kan nämnas Martha Argerich, Rudolf Buchbinder, Nelson Freire, Raffi Armenian, Friedrich Gulda, Lars Sellergren, Claudia Hoca och Daniel Pollack.
Seidlhofer studerade orgel, cembalo, piano, violoncell och komposition för Franz Schmidt. Han stod också i nära kontakt med "Wiener Schule" kring Arnold Schönberg och särskilt Alban Berg. 1938 arrangerade han Bachs Die Kunst der Fuge för piano fyra händer.
Som ung blev Seidlhofer internationellt känd som pianist, därefter som lysande pianopedagog. Från 1938 till 1980 undervisade han vid Wiener Musikakademie i piano, tidvis även orgel och cembalo. Länge var han samtidigt engagerad som lärare vid musikhögskolan i Köln. Han utnämndes till professor 1943.
Bruno Seidlhofer inbjöds att ge master classes vid universitet över hela världen, bland annat i Brasilien, Japan, Skandinavien och Italien, och var jurymedlem i de mest prestigefyllda pianotävlingar som i Moskva, Genève, Wien, Warszawa med flera.